# Municipio Mapiri
Das Municipio Mapiri liegt im Departamento La Paz im südamerikanischen Anden-Staat Bolivien.

## Lage im Nahraum
Das Municipio Mapiri ist eines von acht Municipios der Provinz Larecaja und liegt im nordwestlichen Teil der Provinz. Es grenzt im Norden an die Provinz Franz Tamayo, im Nordwesten an die Provinz Bautista Saavedra, im Westen an das Municipio Tacacoma, im Südwesten und Süden an das Municipio Sorata, im Südosten an das Municipio Tipuani und im Osten an das Municipio Guanay.
Das Municipio Mapiri misst von Norden nach Süden 60 Kilometer, von Westen nach Osten bis zu 40 Kilometer. Das Municipio umfasst 45 Gemeinden (localidades), der zentrale Ort des Municipios ist die Stadt Mapiri mit 3.446 Einwohnern (Volkszählung 2012) im zentralen Teil des Municipios.

## Geographie
Das Municipio Mapiri liegt nordöstlich des Titicacasees am Ostrand der Anden-Gebirgskette der Cordillera Real im Tiefland des Río Beni, einem der großen Flüsse des Amazonas-Tieflandes.
Die mittlere Durchschnittstemperatur der Region liegt bei gut 23 °C (siehe Klimadiagramm Mapiri), der Jahresniederschlag beträgt knapp 1400 mm. Die Region weist einen wenig ausgeprägten Temperaturverlauf auf, die Monatsdurchschnittstemperaturen schwanken nur unwesentlich zwischen 21 °C im Juni und Juli und knapp 28 °C im November und Dezember, und auch die Tages- und Nachttemperaturen weisen nur geringe Schwankungen auf. Die Monatsniederschläge liegen zwischen unter 50 mm in den Monaten Juni und Juli und über 200 mm im Dezember.

## Bevölkerung
Die Bevölkerungszahl des Municipios Mapiri ist zwischen 1992 und 2024 auf mehr als das Doppelte angestiegen:
| Jahr | Einwohner | Quelle       |
| ---- | --------- | ------------ |
| 1992 | 9.227     | Volkszählung |
| 2001 | 9.633     | Volkszählung |
| 2012 | 13.817    | Volkszählung |
| 2024 | 21.805    | Volkszählung |

Die Säuglingssterblichkeit in dem Municipio ist von 8,5 Prozent (1992) auf 7,6 Prozent im Jahr 2001 gesunken, der Alphabetisierungsgrad bei den über 6-Jährigen betrug 88,3 Prozent im Jahr 2001.
95,5 Prozent der Bevölkerung sprechen Spanisch, 43,5 Prozent sprechen Quechua, und 18,5 Prozent Aymara. (2001)
47,0 Prozent der Bevölkerung haben keinen Zugang zu Elektrizität, 74,7 Prozent leben ohne sanitäre Einrichtung (2001).
65,7 Prozent der 2.284 Haushalte besitzen ein Radio, 32,9 Prozent einen Fernseher, 11,7 Prozent ein Fahrrad, 3,4 Prozent ein Motorrad, 2,1 Prozent ein Auto, 17,1 Prozent einen Kühlschrank, 0,6 Prozent ein Telefon. (2001)

## Politik
Ergebnis der Regionalwahlen (concejales del municipio) vom 4. April 2010:
| Wahl- berechtigte |  | Wahl- beteiligung | gültige Stimmen |  | MAS-IPSP | MSM    | ASP    |
| ----------------- |  | ----------------- | --------------- |  | -------- | ------ | ------ |
| 4.522             |  | 3.776             | 2.522           |  | 1.001    | 962    | 559    |
|                   |  | 83,5 %            | 66,8 %          |  | 39,7 %   | 38,1 % | 22,2 % |

Ergebnis der Regionalwahlen (elecciones de autoridades políticas) vom 7. März 2021:
| Wahl- berechtigte |  | Wahl- beteiligung | gültige Stimmen |  | MAS-IPSP | PBCSP   | MTS     | SOL.BO | J.A.LLALLA.L.P. | MPS    | VENCEREMOS |
| ----------------- |  | ----------------- | --------------- |  | -------- | ------- | ------- | ------ | --------------- | ------ | ---------- |
| 7.997             |  | 6.706             | 5.391           |  | 2.467    | 717     | 628     | 498    | 441             | 104    | 104        |
|                   |  | 88,93 %           | 88,70 %         |  | 45,76 %  | 13,30 % | 11,65 % | 9,24 % | 8,18 %          | 1,93 % | 1,93 %     |

## Gliederung
Das Municipio untergliederte sich bei der letzten Volkszählung von 2012 in die folgenden beiden Kantone (cantones):
- 02-0607-03 Kanton Mapiri – 41 Gemeinden – 12.977 Einwohner
- 02-0607-04 Kanton Sarampiuni – 4 Gemeinden – 840 Einwohner

## Ortschaften im Municipio Mapiri
- Kanton Mapiri
  - Mapiri 3446 Einw. – Santa Rosa de Mapiri 2336 Einw. – Charopampa 1060 Einw. – Achiquiri 599 Einw. – Ventanillani 582 Einw. – Sorata Limitada 531 Einw.